# Gás ideal
Um gás ideal ou gás perfeito pode ser compreendido como um conjunto de moléculas ou átomos que estão em movimento constante e aleatório, cujas velocidades médias estão relacionadas com a temperatura — quanto maior a temperatura do sistema, maior a velocidade média das moléculas. Um gás difere-se de um líquido pelo fato de as moléculas estarem mais afastadas, exceto no momento em que elas sofrem colisões. Outra diferença é que o movimento de suas trajetórias é muito pouco perturbado pelas forças intermoleculares. O conceito de gás ideal é útil porque obedece a lei dos gases ideais, uma equação de estado simplificada, e é passível de análise pela mecânica estatística. A Lei dos Gases Ideais relaciona as variáveis de estado: temperatura, pressão, volume e número de mols, o que permite determinar o valor de uma variável quando se conhece as outras três. Um gás ideal é composto de partículas puntiformes (tamanho desprezível, considerando que seus diâmetros são muito menores que as distâncias médias percorridas), e precisa estar na condição de baixa pressão (falta de interações). Considerando os três estados físicos da matéria, apenas o estado gasoso permite, comparativamente, uma descrição quantitativa simples.
Em condições ambientais normais tais como as temperatura e pressão padrão, a maioria dos gases reais comportam-se como um gás ideal. Geralmente, desvios de um gás ideal tendem a diminuir com mais alta temperatura e menor densidade, como o trabalho realizado por forças intermoleculares tornando-se menos significativas comparadas com a energia cinética das partículas, e o tamanho das moléculas torna-se menos significativo comparado ao espaço vazio entre elas.
O modelo do gás ideal tende a falhar em mais baixas temperaturas ou mais altas pressões, quando forças intermoleculares e o tamanho molecular tornam-se importantes. Em algum ponto de baixa temperatura e alta pressão, gases reais atravessam uma transição de fase, tais como um líquido ou um sólido. O modelo de um gás ideal, entretanto, não descreve ou permite transições de fases. Estes devem ser modelados por equações de estado mais complexas.
O modelo do gás ideal tem sido explorado tanto na dinâmica Newtoniana (como na "teoria cinética") e em mecânica quântica (como um "gás em uma caixa"). O modelo de gás ideal tem sido também usado para modelar o comportamento de elétrons em um metal (no modelo de Drude e no modelo do elétron livre), e é um dos mais importantes modelos em mecânica estatística.

## Tipos de gases ideais
Existem três classes básicas de gases ideais:
- o clássico ou gás ideal de Maxwell-Boltzmann;
- o gás de Bose quântico ideal, composto de bósons; e
- o gás de Fermi quântico ideal, composto de férmions.

O gás ideal clássico pode ser separado em dois tipos: O gás ideal termodinâmico clássico e o gás ideal quântico de Boltzmann. Ambos são essencialmente o mesmo, exceto que o gás ideal termodinâmico é baseado na mecânica estatística clássica , e certos parâmetros tais como a entropia são somente especificados dentro de uma constante aditiva indeterminada. O gás ideal quântico de Boltzmann supera esta limitação, tomando o limite do gás quântico de Bose e o gás quântico de Fermi no limite de alta temperatura para especificar estas constantes aditivas. O comportamento de um gás quântico de Boltzmann é o mesmo que de um gás ideal clássico, exceto para a especificação destas constantes. Os resultados do gás quântico de Boltzmann são utilizados num certo número de casos, incluindo a equação de Sackur-Tetrode para a entropia de um gás ideal e a equação de ionização Saha para um plasma fracamente ionizado.

### Gás ideal simples
Um gás ideal simples pode ser completamente caracterizado apenas pelos seguinte parâmetros macroscópicos: energia interna, volume e número de moles de seus constituintes.
Um gás ideal simples é caracterizado por duas equações:
{\displaystyle {P \over T}={nR \over V}}
{\displaystyle {1 \over T}={cnR \over U}}
Onde:
- {\displaystyle c} é uma constante;
- {\displaystyle R} é a constante universal dos gases ({\displaystyle R={N}_{A}{k}_{b}=8,3144\,\mathrm {J/mol.K} });
- {\displaystyle U} é a energia interna do sistema;
- {\displaystyle n} é o número de moles dos componentes químicos;
- {\displaystyle V} é o volume;
- {\displaystyle P} é a pressão;
- {\displaystyle T} é a temperatura do sistema.

Gases compostos de átomos monoatômicos não interagentes (tais como He, Ar, Ne) satisfazem essas equações em temperaturas tais que {\displaystyle {k}_{b}T} seja pequeno quando comparado com as energias de excitação eletrônica e em pressões baixas ou moderadas.
Para tais gases ideais monoatômicos {\displaystyle c={3 \over 2}}.

## Leis que regem os gases ideais termodinâmicos clássicos
Um gás ideal termodinâmico clássico obedece às seguintes leis:
| Lei                   | Pub. | Condições                           | Enunciado                   |
| --------------------- | ---- | ----------------------------------- | --------------------------- |
| Lei de Boyle-Mariotte | 1662 | {\displaystyle \Delta m=\Delta T=0} | {\displaystyle PV\propto 1} |
| Lei de Charles        | 1802 | {\displaystyle \Delta m=\Delta P=0} | {\displaystyle V\propto T}  |
| Lei de Gay-Lussac     | 1809 | {\displaystyle \Delta m=\Delta V=0} | {\displaystyle P\propto T}  |
| Lei de Avogadro       | 1811 | Substância pura                     | {\displaystyle m\propto n}  |

Onde:
{\displaystyle m} representa a massa.

### Equação de Clapeyron
Unificando todos os enunciados obtemos que:
{\displaystyle PV\propto nT}
Essa relação define a constante dos gases perfeitos ({\displaystyle R}) que vale 8,314 J·K−1mol−1  para todos os gases perfeitos. Daí vem a equação de estado dos gases perfeitos, conhecida como equação de Clapeyron:
{\displaystyle PV=nRT}
O nome dessa formulação é uma referência a Benoît Paul-Émile Clapeyron.

## Relação com a realidade
Um gás real tende a se comportar como ideal quando o fator de compressibilidade ({\displaystyle Z}) tende a um, ou seja, quando a pressão é baixa e a temperatura é alta, para que a distância entre as moléculas seja a maior possível. Nessas condições, os choques entre as moléculas se tornam praticamente elásticos, havendo pouca perda de energia cinética.
{\displaystyle PV=nRTZ}
Podemos perceber que a equação não faz nenhuma referência ao tipo de molécula de gás. A consequência desse fato é a que a equação é incapaz de prever os efeitos das interações intermoleculares. Porque se duas moléculas com grande interação intermolecular se cruzam próximas uma da outra existe uma força de atração, diminuindo a energia cinética, o que diminuiria a pressão total do sistema em relação ao esperado no caso de não haver tal interação. Por isso é preciso que o sistema esteja em alta temperatura e baixa pressão.
No primeiro caso, com a temperatura alta, a alta energia cinética faz com que os choques entre as moléculas sejam quase elásticos, e quando elas se aproximam a interação seja por um momento curto e a interação acaba não sendo o suficiente para mudar a trajetória das partículas no gás. É como se fosse um foguete passando próximo da superfície de um planeta. Se a velocidade for baixa ele será aprisionado pelo enorme campo gravitacional, mudando de trajetória e se chocando com o planeta, o que diminuiria sua energia cinética. Se a velocidade for suficientemente alta ele passará sem grandes mudanças.
No segundo caso, com a baixa pressão, as moléculas estão muito afastadas. E como a interação depende fortemente da distância das partículas, grandes distâncias fazem com que o efeito de interação seja praticamente desprezível.